# 樽見鐵道Haimo 330-700型柴聯車
樽見鐵道Haimo 330-700型柴聯車（日语：／ Tarumi Tetsudō Haimo 330-700-gata kidōsha）是樽見鐵道的樽見線使用的柴聯車，並於2011年2月1日開始投入使用。

## 概要
330-700型是樽見鐵道為了汰換在1987年引進的樽見鐵道Haimo 230-300型柴聯車，而由新潟運輸系統依據該公司的使用需求進行客製化製造的NDC。其車輛型號中的「Haimo」為「High Speed Motorcar」的簡稱，而「330」則代表本型車所搭載的柴油引擎的輸出馬力。同時330-700型的車輛編號不再像以往使用最後一位數字連號，而是從701號開始重新編排。本型車為樽見鐵道首款配備電氣指令式制軔的鐵路車輛，因此無法與該公司既有的柴聯車連結進行運轉。

## 規格與構造
330-700型柴聯車的車頭正面採用貫通式設計，並在車頭及車尾的左側設置駕駛室和駕駛員專用的車門。車頭正面的貫通門上半部安裝著LED目的地顯示幕，並同樣在旅客用車門旁安裝LED顯示幕。而車體的左右兩側均設置2道寬1000mm的旅客用車門。由於樽見線上各車站的月台高度較低，因此本型車在旅客用車門的門口處設置踏階，並配備能讓輪椅使用者方便上下車的可拆卸斜坡道。旅客用車門之間的車體兩側區域各安裝著6面寬度1200mm的窗戶，並且考量到旅客乘車時的安全而全部使用固定窗。客室內的座位均為長條座椅，並在駕駛室右側設置專門放輪椅的無障礙座位。
330-701號柴聯車最初採用樽見鐵道標準的藍色塗裝，但在2014年8月重新塗裝成淺綠色，並搭配本巢市特產富有柿與草莓的廣告圖案。330-702號柴聯車在本巢市大型商場「MALera岐阜」與樽見鐵道共同舉辦的設計競賽中，選擇使用獲得大獎的廣告塗裝，並在2019年4月針對塗裝進行部分變更。330-703號柴聯車則採用樽見鐵道標準的藍色塗裝。

## 使用
330-701號柴聯車於2011年2月1日開始投入使用，同時樽見鐵道在同年3月將230-312號柴聯車進行報廢。330-702號柴聯車於2015年12月投入運轉，230-314號柴聯車也在同月進行報廢。330-702號柴聯車則於2019年1月4日開始在樽見線上進行運轉，而樽見鐵道先行在2018年11月30日將230-313號柴聯車廢車。
2017年，330-701號柴聯車經過改裝後作為觀光列車「根尾川」開始運行，並將車身的白色條紋重新漆成銀色的條紋；同時該車輛在觀光列車的行駛時間外也作為普通列車進行運轉。